# لعنوصر (العنوصر)
لعنوصر هي إحدى مشيخات المملكة المغربية، تتبع جغرافيا لإقليم صفرو وإداريًا لالعنوصر. يقدر عدد سكانها بـ 6240 نسمة حسب الإحصاء الرسمي للسكان والسكنى لسنة 2004.